# Трикала (Иматија)
Трикала (грч. Τρίκαλα) је насељено место у општини Александрија у периферији Средишња Македонија, Грчка. Према попису из 2021. године било је 1.124 становника.
Према бугарском географу и историчару, Василу Канчову, у Трикали је 1900. године живело 215 Словена хришћана. Македонски историчар Тодор Симовски, наводи да је Трикала хеленизовано словенско насеље. После 1923. године насељено је 110 грчких избегличких породица, укупно 448 особа. На попису из 1928. године Трикала је имала 562 становника.